# ماریا بلونچی
ماریا بلونچی (ایتالیایی: Maria Villavecchia Bellonci)؛ زادهٔ ۳۰ نوامبر ۱۹۰۲ - درگذشته ۱۳ مه ۱۹۸۶) یک نویسنده تاریخ‌نگار و روزنامه‌نگار اهل ایتالیا بود. وی برنده جوایز ویارجیو (۱۹۳۹) و استراگا (۱۹۸۶) شده‌است. زندگینامه لوکرتزیا بورجیا یکی از معروفترین آثار وی می‌باشد.

## زندگی‌نامه
با نام اصلی Maria Villavecchia در ۳۰ نوامبر ۱۹۰۲ در رم، ایتالیا به دنیا آمد. بین سال‌های ۱۹۱۳ تا ۱۹۲۱ در Liceo Umberto تحصیل نمود. ماریا در سال ۱۹۲۸ با Goffredo Bellonci خبرنگار ازدواج نمود. همسرش در اوت ۱۹۶۴ درگذشت و وی در ۱۳ مهٔ ۱۹۸۶ در سن ۸۳ سالگی در رم درگذشت.

## کتابشناسی

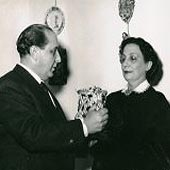
ماریا همراه با همسرش، Goffredo Bellonci

- Lucrezia Borgia. La sua vita e i suoi tempi, Milano, A. Mondadori, 1939.
- Segreti dei Gonzaga, Milano, A. Mondadori, 1947.
- Milano Viscontea, Torino, Edizioni Radio Italiana, 1956.
- Pubblici segreti, Milano, A. Mondadori, 1965.
- Come un racconto. Gli anni del Premio Strega, Milano, Club degli Editori, 1969.
- Tu vipera gentile. Delitto di stato, Soccorso a Dorotea, Tu vipera gentile, Milano, A. Mondadori, 1972.
- Marco Polo, Torino, ERI, 1982.
- Rinascimento privato, Milano, A. Mondadori, 1985.
- Io e il Premio Strega, Milano, A. Mondadori, 1987. شابک ‎۸۸−۰۴−۳۰۱۹۷-X.
- Segni sul muro, Milano, A. Mondadori, 1988. شابک ‎۸۸−۰۴−۳۱۸۸۱−۳.
- Pubblici segreti n. 2, Milano, A. Mondadori, 1989. شابک ‎۸۸−۰۴−۳۳۰۸۶−۴.
- Il Premio Strega, Milano, A. Mondadori, 1995. شابک ‎۸۸−۰۴−۴۰۵۴۰−۶.
- Gente in castello, Milano, A. Mondadori, 2007. شابک ‎۹۷۸−۸۸−۰۴−۵۷۴۱۰−۱.